# Вилковский Петропавловский монастырь
Вилковский Петропавловский монастырь — упразднённый мужской старообрядческий монастырь, существовавший на Песчаном острове возле города Вилково (ныне Одесская область Украины) с середины XIX века по 1948 год.

## История
Монастырь основан в 1840-х годах недалеко от Вилкова, ниже по течению Дуная. Согласно сведениям епископа Мелхиседека, обитель построил некий иеромонах Симеон, переселившийся из России; в монастыре была церковь, освящённая старообрядческим архиепископом Славским Иринархом 29 июня 1870 года; проживало 5 или 6 монахов. В 1856—1878 годах эти земли находятся в составе турецкого вассального Молдавского княжества (затем Объединённого княжества Валахии и Молдавии). В «Справке об основании монастыря» 1945 года упоминается, что «культурное развитие» монастырь принял в 1860 году благодаря инокам Арсению и Пафнутию.
На начало XX века в монастыре проживало около 40 монахов, было две церкви: летняя во имя Петра и Павла и зимняя во имя святителя Николы Чудотворца. Зимний храм устроен в 1900 году игуменом Галактионом в помещении трапезной. Власти не давали на это разрешение, поэтому он был закрыт по распоряжению уездного наставника.
После присоединения Бессарабии к Румынии в 1918 году монастырь постепенно приходит в упадок, из-за прекращения пожертвований из России, но пользуется благосклонностью и поддержкой румынских властей. В 1940 году советские власти закрывают обитель, но по возвращении румынских войск монахи вернулись. В 1943 году румынские власти выделили монастырю 20 тысяч леев денежной помощи и планировали дать ещё 100 тысяч в сентябре 1944 года, но в августе 1944 года в Вилково вернулась Красная армия.
В 1945 году в монастыре проживали 5 монахов, 4 послушника и наёмный эконом. Летняя церковь была к тому времени разрушена, а службы велись в зимнем храме. В обители было три жилых дома, один из которых и часть второго в августе 1944 года заняли пограничники. Между пограничниками и монахами возникали конфликты. Уполномоченный по делам религиозных культов при Совете Министров СССР по Измаильской области А. Е. Остапенко писал председателю Совета по делам религиозных культов при СНК СССР И. В. Полянскому о том, что монастырь придерживается прорумынской ориентации и поминает митрополита Тихона (Качалкина). В августе 1948 года власти закрыли монастырь, а его имущество передано в старообрядческие храмы Вилкова.
В июле 2012 года в память о монастыре построена часовня во имя святых Петра и Павла, освящённая епископом Киевским и всея Украины Саватием и приписанная к Никольской церкви Вилкова.

## Быт
Главным промыслом монастыря, как и всех жителей дельты Дуная, являлось рыболовство. Кроме того, монахи занимались огородничеством и разбили фруктовый сад. Для этого предварительно искусственно создавалась почва, используя добытую из плавен землю. Выращивали фруктовые деревья, виноград, злаки, арбузы, зелень и прочие культуры.